# شوگو ماکیشیما
شوگو ماکیشیما (به ژاپنی: 槙島 聖護، به هپبورن: Makishima Shōgo) یک شخصیت تخیلی است که به عنوان آنتاگونیست اصلی در سری انیمه سایکو-پس معرفی شد. ماکیشیما مسئول چندین جنایت است و شکارچیان و افسران اداره امنیت عمومی، در جستجوی او هستند. او از نابودی جامعه آینده نگر ایجاد شده توسط سیستم سیبیل حمایت می‌کند، که در آن با مردم بر اساس سطح استرسشان رفتار می‌شود نه ارادهٔ آزاد. در عوض ماکیشیما برای جوامع گذشته ارزش قائل است که در آن مردم بیشتر خود را ابراز می‌کردند. ماکیشیما در تلاش برای از بین بردن سیستم سیبیل، در برابر چندین کارآگاه، به ویژه شخصیت اصلی داستان، کارآگاه شینیا کوگامی، که به دلیل نفرت مشترک هر دو از جامعه تحت ستم کنونی، با او ارتباط برقرار می‌کند، می‌ایستد. ماکیشیما در اکثر اقتباس‌های چاپی سریال ظاهر می‌شود و در فیلم سایکو-پس: فیلم نیز حضور دارد.
این شخصیت توسط خالق و نویسندهٔ ژنرال اوروبوچی خلق شد که قصد داشت با تأثیر گرفتن از هیث لجر (ایفاگر نقش جوکر) در فیلم شوالیهٔ تاریکی، شخصیتی خلق کند و او را از جامعه خود بیگانه جلوه دهد. نائویوشی شیوتانی، کارگردان این انیمه، این شخصیت را دوست داشتنی می‌دانست. صداگذاری شخصیت ماکیشیما توسط تاکاهیرو ساکورای در زبان ژاپنی، و توسط الکس ارگان در زبان انگلیسی انجام شده است.
استقبال انتقادی از این شخصیت تا حد زیادی مثبت بوده است و از نقش او به عنوان یک شرور قدرتمند، به دلیل تأثیر اعمال او بر قهرمانان داستان یاد می‌شود. اجرای تاکاهیرو ساکورایی در نقش ماکیشیما، در نظرسنجی نویتاما، بسیار مورد استقبال طرفداران ژاپنی قرار گرفت.